# Pseudolaelia irwiniana
Pseudolaelia irwiniana är en orkidéart som beskrevs av Guido Frederico João Pabst. Pseudolaelia irwiniana ingår i släktet Pseudolaelia och familjen orkidéer. Inga underarter finns listade i Catalogue of Life.